# 神志山站
神志山站（日语：／ Kōshiyama eki */?）是位於三重縣南牟婁郡御濱町，屬於東海旅客鐵道（JR東海）的紀勢本線車站。

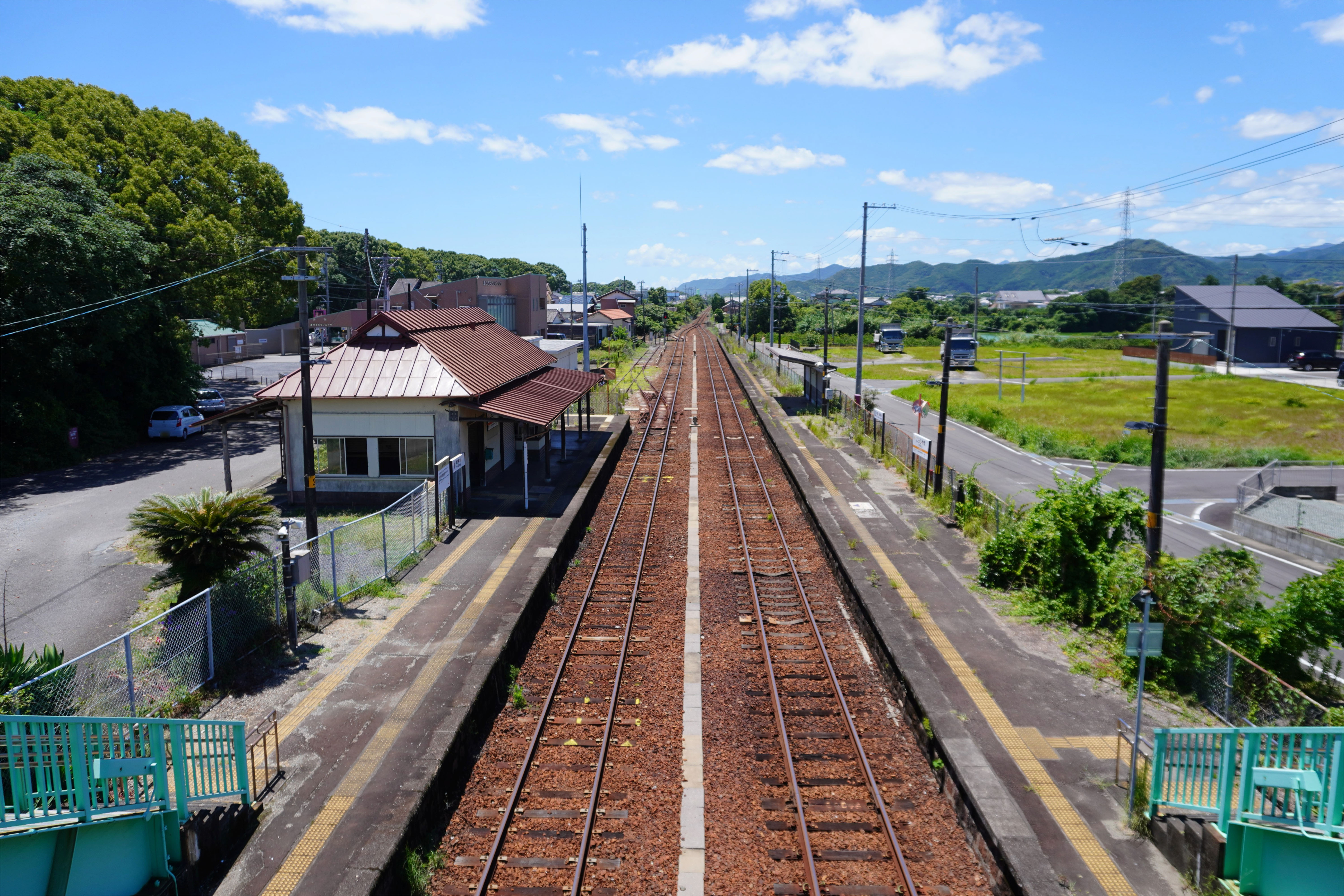
月台（2023年7月）

## 歷史
- 1940年（昭和15年）8月8日：國鐵紀勢西線新宮站至熊野市站之間開通，此站啟用[1]。
- 1959年（昭和34年）7月15日：三木里站至新鹿站之間開通，同時路線改名為紀勢本線[1]。
- 1983年（昭和58年）12月21日：成為無人車站[2]。
- 1987年（昭和62年）4月1日：伴隨國鐵分割民營化，車站由東海旅客鐵道（JR東海）營運[1]。

## 車站構造
本站為設有2面2線的相對式月台的地面車站。月台之間透過跨線橋連接。靠近站房側的月台為1號月台（有井方向），對面則為2號月台（紀伊市木方向）。本站在開業時的站房仍使用至今，為民居風的小屋。此站是由熊野市站管理的無人車站，站內的櫃臺和小行李櫃臺現時為關閉狀態。

### 月台
| 月台 | 路線      | 上下行 | 方向             |
| ---- | --------- | ------ | ---------------- |
| 1    | ■紀勢本線 | 下行   | 新宮方向         |
| 2    | ■紀勢本線 | 上行   | 尾鷲、名古屋方向 |

## 使用狀況
根據「三重縣統計書」，以下列出近年1日平均乘車人次。
| 年度   | 一日平均 乘車人次 |
| ------ | ----------------- |
| 1998年 | 96                |
| 1999年 | 92                |
| 2000年 | 92                |
| 2001年 | 87                |
| 2002年 | 80                |
| 2003年 | 79                |
| 2004年 | 71                |
| 2005年 | 68                |
| 2006年 | 68                |
| 2007年 | 70                |
| 2008年 | 71                |
| 2009年 | 67                |
| 2010年 | 77                |
| 2011年 | 70                |
| 2012年 | 68                |
| 2013年 | 67                |
| 2014年 | 61                |
| 2015年 | 62                |
| 2016年 | 68                |
| 2017年 | 72                |

## 車站周邊
由熊野市站至新宮站，路線都沿海岸邊行走，設有大大小小的村落，當中此站附近也設有村落。另外車站周邊都是濕地，在車站2號月台側的位置設有包括壺之池在內的池塘和沼澤。車站接近志原川河口，往尾鷲方向的紀勢本線列車，在離開車站後會經過志原鐵橋，橫跨志原川。
- 御濱町立御浜中學
- 御濱神志山郵局
- 紀寶警署（日语：紀宝警察署）神志山駐在所
- 御濱町立神志山小學
- 不動之瀧
- 國道42號

## 相鄰車站
東海旅客鐵道（JR東海）
紀勢本線
有井－神志山－紀伊市木

## 注腳

## 外部連結
- 國土地理院地國參閲服務 （页面存档备份，存于） - 神志山站周邊1/25000地勢圖 （页面存档备份，存于）
- 神志山站周邊地圖（Mapion）